# Святомихайловская улица (Чернигов)
Святомихайловская улица (до 2023 года — улица Декабристов) (укр. Святомихайлівська вулиця) — улица в Новозаводском районе города Чернигова. Пролегает от тупика западнее проспекта Мира до тупика южнее улицы Ревуцкого, исторически сложившаяся местность (район) Красный Хутор.
Примыкают улицы Михаила Могилянского, Мартына Небабы, Длинная, Полесский переулок, Ревуцкого.

## История
Улица 1-й Черторыйский Яр — в связи с расположенностью в овраге ручья Черторыйка — была проложена в конце 1950-х годах.
В 1960 году улица 1-й Черторыйский Яр переименована на улица Декабристов — в честь участников российского антиправительственного движения Декабристов.
С целью проведения политики очищения городского пространства от топонимов, которые возвеличивают, увековечивают, пропагандируют или символизируют Российскую Федерацию и Республику Беларусь, 21 февраля 2023 года улица получила современное название — в честь православного храма Архистратига Михаила, расположенного севернее улицы, согласно Решению Черниговского городского совета № 29/VIII-7 «Про переименование улиц в городе Чернигове» («Про перейменування вулиць у місті Чернігові»).

## Застройка
Улица пролегает в юго-западном направлении. Извилистая, повторяя русло ручья Черторыйка — вдоль которого улица и пролегает. Парная и непарная стороны улицы заняты усадебной застройкой.
Учреждения: нет